# Rieux (Morbihan)
Rieux (en bretó Reoz) és una comuna francesa, situada a la regió de Bretanya, al departament del Morbihan. L'any 2016 tenia 2.831 habitants. Limita amb els municipis Saint-Nicolas-de-Redon i Fégréac a Loira Atlàntic, Théhillac, Saint-Dolay, Allaire i Saint-Jean-la-Poterie a Morbihan.

## Demografia
| 1962                                       | 1968  | 1975  | 1982  | 1990  | 1999  | 2004  | 2009  | 2016  |
| ------------------------------------------ | ----- | ----- | ----- | ----- | ----- | ----- | ----- | ----- |
| 1.846                                      | 2.015 | 2.263 | 2.522 | 2.717 | 2.781 | 2.740 | 2.880 | 2.831 |
| Des de 1962: població sense dobles comptes |       |       |       |       |       |       |       |       |

## Administració
| Període   | Identitat          | Partit |
| --------- | ------------------ | ------ |
| 1959-1977 | Jean Thaumoux      |        |
| 1977-1989 | Joseph Rouxel      |        |
| 1989-2008 | Michel Maheas      |        |
| 2008-2014 | Patrick Le Villoux |        |
| 2014-2020 | André Fontaine     |        |
| 2020-     | Thierry Poulain    |        |